# Ashan Pillai
Ashan Pillai (nacido en 1969 en Colombo, Sri Lanka) es un violista británico. Cursó sus estudios musicales en la Merchant Taylors School de Londres, y más tarde en la Royal Academy of Music de Londres, la Universidad del Sur de California de Los Ángeles, el  Banff Center for Arts de Ontario, Canada, y en la Juilliard School de Nueva York. Sus maestros más destacados fueron John White, y dos discípulos de William Primrose, pedagogos americanos Donald McInnes y Karen Tuttle. 

Entre 1994 y 1998 ganó diversos premios en concursos internacionales, como el Lionel Tertis, el Concurso Internacional de Roma, el Royal Overseas League y el Park Lane Grup Competition de Londres, así como el Artists International de Nueva York. Estos éxitos le llevaron a debutar en el Wigmore Hall y Purcell Room de Londres (1997/1999) y en el Carnegie Hall de Nueva York, y a participar en destacados festivales internacionales de música de cámara como el Schleswig-Holstein (Alemania), Pau Casals (España, Puerto Rico y Francia), Kuhkmo (Finlandia), Ravinia, Aspen, Tanglewood, Sarasota (Estados Unidos), Salzburgo (Austria), The Proms (Londres) etc.; y a actuar como solista con las orquestas de cámara inglesa, escocesa, andorrana y checa, la Orquestra Gulbenkian de Lisboa, varias orquestas españolas, el Ensemble Modern de Frankfurt y los I Musici de Londres y Nueva York.
Ha actuado como solista bajo la batuta de Christian Zacharias, Eiji Oue, Andrew Parrott, Christopher Hogwood, Robert King y Lawrence Foster; y ha colaborado con artistas como Lynn Harrell y Zacarias, y en conjuntos camerísticos como los cuartetos Kreutzer y Brodsky y el grupo Ensemble Modern de Frankfurt.
Fue co solista de viola de la English Chamber Orquestra (1995-2000) , miembro cofundador del Mobius Ensemble (Londres 1997-2006), solista de viola de la Orquesta Sinfónica de Barcelona y Nacional de Cataluña ( 2000-2018 ) y viola del quinteto de cuerda Pinchas Zukerman, los Zukerman Chamber Players ( 2004-2010 ).Desde 2001 es profesor de viola en la Escuela Superior de Música de Cataluña (ESMUC). Desde 2009 imparte también clases en Conservatorio Superior de Música del Liceo de Barcelona y en ese mismo año tuvo sus dos hijas mellizas Amalia y Priyanka Pillai, que estudian en el conservatorio como su padre. Desde 2013 imparte clses como profesor invitado en la Universidad Alfonso X el Sabio en Madrid. En 2014 fue nombrado profesor de viola en el prestigioso festival de verano de Santiago de Compostela, Musica en Compostela, 
especializado en música española. Su distinguido cuerpo docente lo votó como Director Artístico en agosto de 2023.Desde hace años esta vinculado con los festivales y cursos más antiguos y destacados en España,  incluyendo los de Cervera y Llanes.  En 2020 fue nombrado Artista Residente y Profesor invitado en la Royal Academy of Music, Londres. Esta misma institución le nombró profesor titular en 2021.
Como artista de grabación, Ashan Pillai ha registrado ampliamente para EMI, Naxos, ASV, Altara, Verso, Meridian, Bel, Columna y Oehms Clásicos, incluyendo sonatas de Johannes Brahms, Arnold Bax, Claude Debussy, Lluís Benejam, Franz Schubert y Roberto Gerhard, y conciertos de Franz Anton Hoffmeister, Wolfgang Amadeus Mozart, y Leonardo Balada.Entre sus sobresalientes grabaciones están las 11 Sonatas para Viola del Palacio Real de Madrid, El Virtuoso Viola en España, las Obras de Hoffmeister para Viola ( con Christopher Hogwood ), y los Quintetos de Cuerda grabados con Zukerman.
Ha publicado 12 Estudios o caprichos de mediana dificultad solo para viola (1881) de José María Beltrán Fernández (1827–1907), publicado por Clivis Publications.[4] En 2016 ha publicado la primera edición de las 11 sonatas para el Palacio Real de Madrid (1770-1819) para Boileau Publications y ha lanzado la primera grabación de esta impresionante colección de obras para viola. También ha publicado Sonata en Re de Tomas Lestan ( 1884) para Edition Piles.

## Discografía

### Viola
- The First Viola Romantics; Ashan Pillai (viola); Juan Carlos Cornelles (piano); Nîbius NIBI 131 (2018)

Mikhail Glinka (1804–1857) – Sonata en Re menor para viola y piano (1825–1828); inacabada; completed by Vadim Borisovsky
Felix Mendelssohn (1809–1847) – Sonata en Do menor para viola y piano, MWV Q 14 (1823–1824)
Ernst Naumann (1832–1910) – Sonata en Sol menor para viola y piano, Op. 1 (1854)
- Reinecke: Música de Cámara para clarinete, viola y piano (Reinecke: Chamber Music for Clarinet, Viola and Piano); Trio Cervelló; Josep Fuster (clarinet); Ashan Pillai (viola); Enrique Bagaria (piano); Columna Música 1CM0373 (2017)

Phantasiestücke (Fantasy Pieces) para viola y piano, Op. 43 (1857)
Trio en La mayor para clarinet, viola y piano, Op. 264 (1903)
- Schumann: Música de cámara para clarinete, viola y piano; Trio Cervelló; Josep Fuster (clarinete); Ashan Pillai (viola); Enrique Bagaria (piano); Columna Música 1CM0357 (2016)

Adagio y allegro para viola y piano, Op. 70 (1849)
Märchenbilder para viola y piano, Op. 113 (1851)
Märchenerzählungen para clarinete, viola y piano, Op. 132 (1853)
- El Palacio Real de Madrid: Once Sonatas para Viola (1778–1818) (The Royal Palace in Madrid: Eleven Viola Sonatas); Ashan Pillai (viola); Juan Carlos Cornelles (piano); Nîbius NIBI 122 (2016)

Juan Balado (?–1832) – Sonata in la mayor (1818)
Gaetano Brunetti – Sonata in re mayor (1789)
Felipe de los Ríos (1745–1801) – 3 Sonatas (1778–1781)
José Lidón – Sonata in re menor (1806)
Juan Oliver y Astorga (1733–1830) – 5 Sonatas (1803–1807)
- Leonardo Balada – Concierto para Viola y Conjunto de Vientos (2009/2010); Ashan Pillai (viola); Carnegie Mellon Ensemble (vientos); Naxos 8.573064 (2015)
- Brahms: Sonatas para Viola / Herzogenberg: Tres Leyendas; Ashan Pillai (viola); Juan Carlos Cornelles (piano); Verso VRS 2157 (2015)

Johannes Brahms – Sonata n.º 1 en fa menor para viola y piano, op. 120 n.º 1 (1894)
Johannes Brahms – Sonata n.º 2 en mi bemol mayor para viola y piano, op. 120 n.º 2 (1894)
Heinrich von Herzogenberg – 3 Legenden (3 Leyendas) para viola y piano, op. 62 (1889)
- Sonatas Españolas Viola y Piano; Ashan Pillai (viola); Juan Carlos Cornelles (piano); Verso VRS 2149 (2013)

Conrado del Campo – Romanza en fa mayor para viola y piano, op. 5 (1901)
Francisco Fleta Polo – Sonata "Cantares del mío Cid" para viola y piano, op. 62 (1962)
Roberto Gerhard – Sonata para viola y piano (1948)
Jordi Cervelló – Tertis Sonata para viola y piano (2012)
- Josep Soler i Sardà – Poema de Vilafranca para viola, oboe, cuerno inglés, órgano y orquesta de cámara (1995); Ashan Pillai (viola), Eiji Oue (director), Orquesta Sinfónica de Barcelona y Nacional de Cataluña; Edicions Albert Moraleda 0220 (2010)
- Compositores catalanes del siglo XX, Volumen 6: Obras para Viola; Ashan Pillai (viola); Columna Música 1CM0207 (2010)

Joaquim Homs – 2 Monòlegs (2 Monólogos) para viola sola (1979–1980); Seqüència (Secuencia) para viola sola (1982)
Francisco Fleta Polo – Sonata para viola sola (1990)
Francesc Taverna-Bech – Cicle (Ciclo) para viola sola, op. 39 (1978)
Jordi Cervelló – Llegenda para viola sola (2000); Souvenir para viola sola (2000)
Benet Casablancas – Peça... De música d'un ballet para viola sola (1980)
- Només les Flors: Obras de compositores catalanes para viola y piano; Ashan Pillai (viola), Albert Giménez (piano); Columna Música 1CM0238 (2009)

Ricard Lamote de Grignon – Scherzino para viola y piano (1943)
Salvador Brotons i Soler – Sonata para viola y piano, op. 28 (1982)
Xavier Montsalvatge – Pregària a Santiago para viola y piano (1999)
Narcís Bonet – Sonatina d'estiu (Sonatina de verano) para viola y piano (1952)
Federico Mompou – Damunt de tu, només les flors; Pastoral; Llueve sobre el río; Aureana do sil; Rosa del camí; Cortina de fullatge; Incertitud; Neu
El cant dels ocells (El canto de los pájaros, melodía tradicional catalana)
- Kalliwoda and Schubert; Ashan Pillai (viola), Michael Endres (piano); Oehms Clásicos, OC591 (2007)

Franz Schubert – Sonata "Arpeggione" en la menor para viola y piano, D. 821
Johann Wenzel Kalliwoda – Seis Nocturnos para viola y piano, op. 186
Franz Schubert – 5 canciones de "Schwanengesang", D. 957 (dispuestas para viola y piano)
- Heitor Villa-Lobos – Dúo para violín y la viola (1946); Ashan Pillai (viola), Philippe Honoré (violín); Naxos (2006)
- Franz Anton Hoffmeister – Obras completas para Viola; Ashan Pillai (viola), Orquesta Gulbenkian, Christopher Hogwood (conductor); Oehms Clásicos, OC334 (2004)

Concierto en si bemol mayor para viola y orquesta
Concierto en re mayor para viola y orquesta
12 Estudios para viola sola
- Lluís Benejam – Sonata "Momentos musicales" para viola y piano (1952); Ashan Pillai (viola), Albert Attenelle (piano); ASV Living Era (2004)
- Claude Debussy – Sonata para flauta, viola y arpa; Ashan Pillai (viola), Lorna McGhee (flauta), Alison Nicholls (arpa); EMI 73162 (2003)
- Morceaux íntimes; Ashan Pillai (viola), Alison Nicholls (arpa), Lorna McGhee (flauta); Meridian (2002)

Camille Saint-Saëns – Le cygne (El cisne), desde El carnaval de los animales (transcripción para viola y piano)
Claude Debussy – Beau soir (transcripción para viola y piano)
Maurice Ravel – Pavane pour une infante défunte (transcripción para viola y piano)
Maurice Ravel – Pièce en forme de habanera
Gabriel Fauré – Après un rêve, op. 7 (transcripción para viola y piano)
- Arnold Bax – Fantasía Sonata para viola y arpa (1927); Ashan Pillai (viola), Alison Nicholls (arpa); Naxos 8554507 (2000)

### Música de cámara
- Zukerman Chamber Players, Mozart y Dvořák Quintetos; Altara ALT1025 (2007)
- Zukerman Chamber Players, Mozart y Brahms Quintetos; Altara ALT1011 (2005)

Wolfgang Amadeus Mozart – Quinteto de cuerda n.º 3 en do mayor, K. 515
Johannes Brahms – Quinteto de cuerda n.º 2 en sol mayor, op. 111
- Herbert Howells: Música de Cámara; Mobius; Naxos 8557188 (2005)

Rhapsodic Quintet para clarinete y cuarteto de cuerdas, op. 31 (1919)
- Jean Françaix – Tres Quintetos; Mobius; ASV Digital CD DCA 1090 (2000)

Quinteto para clarinete y cuarteto de cuerdas (1977)
Quinteto n.º 1 para flauta, violín, viola, violonchelo y arpa (1934)
Quinteto n.º 2 para flauta, violín, viola, violonchelo y arpa (1989)
- Heitor Villa-Lobos – Música de Cámara; Mobius; Naxos 8557765 (2006)

Quinteto para flauta, violín, viola, violonchelo y arpa, W 538 (1957)
Dúo para violín y viola, W 463 (1946)